# Through the Ashes of Empires
Albums de Machine Head
Hellalive
(2003) Elegies
(2005)
Through the Ashes of Empires est le cinquième album du groupe de thrash metal Machine Head, sorti le 20 avril 2004.

## Liste des titres de l'album
| 1.  | Imperium                      | 6:41 |
| 2.  | Bite the Bullet               | 3:21 |
| 3.  | Left Unfinished               | 5:45 |
| 4.  | Elegy                         | 3:55 |
| 5.  | In the Presence of My Enemies | 7:07 |
| 6.  | Days Turn Blue to Gray        | 5:29 |
| 7.  | Vim                           | 5:12 |
| 8.  | All Falls Down                | 4:29 |
| 9.  | Wipe the Tears                | 3:54 |
| 10. | Descend the Shades of Night   | 7:46 |

| 11. | Seasons Wither | 6:18 |

| 1. | Bite the Bullet (demo)                             |  |
| 2. | Left Unfinished (demo)                             |  |
| 3. | Elegy (demo)                                       |  |
| 4. | All Falls Down (demo)                              |  |
| 5. | Descend the Shades of Night (demo)                 |  |
| 6. | The Blood, the Sweat, the Tears (live) (video)     |  |
| 7. | the making of Through the Ashes of Empires (video) |  |